# Медник східний
Медник східний (Ptilotula fusca) — вид горобцеподібних птахів родини медолюбових (Meliphagidae). Ендемік Австралії.

## Таксономія
Він був науково описаний у 1837 році англійським орнітологом Джоном Гулдом під біномінальною назвою Ptilotis flavescens. Пізніше його віднесли до роду Lichenostomus, аж поки його не перемістили до роду Ptilotula після філогенетичного аналізу, опублікованого в 2011 році, який показав, що вихідний рід був поліфілетичним.

## Поширення
Медники східні живуть колоніями в сухих евкаліптових лісах і лісах, переважно у межах Великого Вододільного хребта, а також в Новому Південному Уельсі та Квінсленді у прибережних вересових лісах. Іноді їх також можна знайти в садах і на ділянках залишкового лісу на фермах.

## Підвиди
Існує два підвиди:
- P. f. subgermana (Mathews, 1912) — північна частина ареалу;
- P. f. fusca (Gould, 1837) — південна частина ареалу.

## Опис
Птах має тьмяний сіро-коричневий або оливково-коричневий колір зверху з охристо-сірим нижньою частиною. Дзьоб чорний, а кільце темне. Він має невелику чорно-жовту пляму, утворену заднім краєм криючих вушних раковин.